# Mountoungoula
Mountougoula est une localité et une commune rurale du Mali de l'arrondissement de Baguinéla, dans le Cercle de Kati et la région de Koulikoro.

## Villages
La commune s'étend sur 16 localités relevées lors du recensement général de 2009. 
Les villages les plus peuplés sont :
- Mountougoula (2 285 habitants)
- Dialakorobougou (1 556 habitants)
- Dara (1 473 habitants)